# Bel Canto (musikgrupp)
Bel Canto är en musikgrupp från Norge. Gruppen bildades 1985 i Tromsö och var ursprungligen en trio med Anneli Drecker, Nils Johansen och Geir Jenssen (också känd som Biosphere). Från och med år 1990 är Anneli Drecker och Nils Johansen de som driver verksamheten vidare.
Bel Canto gav ut sitt första album White Out Conditions 1987 som följdes av Birds  of Passage 1989. Gruppen väckte uppmärksamhet för sitt elektroniskt arktiska sound och Dreckers sångröst. 1990 lämnade Jenssen gruppen för att satsa på sitt eget projekt Biosphere och Bel Canto blev en duo.
Med albumet Shimmering, Warm and Bright från 1992 fick Bel Canto internationella framgångar. På albumet Magic Box från 1996 inspirerades duon av musik från Indien, mellanöstern och Afrika. På Rush från 1998 förenades de kosmopolitiska influenserna med en återgång till gruppens ursprungliga sound.
År 2000 gav Anneli Drecker ut soloalbumet Tundra. Året därpå återförenades Bel Canto för att spela in nytt material, och gav då också ut samlingsalbumet Retrospect. År 2002 utkom Dorothy's Victory. 
Efter ett uppehåll på 22 år utkommer 26 april 2024 Radiant Green.

## Medlemmar
Nuvarande medlemmar
- Anneli Drecker – sång, keyboard (1985–)
- Nils Johansen – gitarr, violin (1985–)

Tidigare medlemmar
- Geir Jenssen – keyboard, elektronik, sampling (1985–1989, 2010)
- Andreas Eriksen – trummor, slagverk (1990–?)[3]

Bidragande musiker (studio/live)
- Kirsti Nyutstumo – basgitarr (1993–1997)
- B. J. Cole – pedal steel guitar
- Jaki Liebezeit – trummor
- Jah Wobble – basgitarr
- Jonny Sjo – basgitarr

## Diskografi
Studioalbum
- White-Out Conditions (1987)
- Birds of Passage (1989)
- Shimmering, Warm and Bright (1992)
- Magic Box (1996)
- Rush (1998)
- Dorothy's Victory (2002)
- Radiant Green (2024, april)[2][1]

Singlar (urval)
- "Blank Sheets" (1988)
- "White-Out Conditions" (1988)
- "Birds of Passage" (1990)
- "A Shoulder To The Wheel" (1991)
- "Shimmering, Warm & Bright" (1992)
- "Unicorn" (1992)
- "Rumour" (1996)

Samlingsalbum
- Retrospect (2001)

Soloalbum av Anneli Drecker
- Tundra (2000)
- Frolic (2005)
- Rocks & Straws (2015)
- Revelations for Personal Use (2017)
- A Suite Of Poems (med Ketil Bjørnstad) (2018)